# Blanc sur blanc
Pour plus de détails, voir Fiche technique et Distribution.
Blanc sur blanc (Blanco en blanco) est un film réalisé par Théo Court, sorti en 2019.

## Synopsis
Un photographe de mariage est intrigué par une jeune fiancée.

## Fiche technique
- Titre : Blanc sur blanc
- Titre original : Blanco en blanco
- Réalisation : Théo Court
- Scénario : Théo Court et Samuel M. Delgado
- Photographie : José Ángel Alayón
- Montage : Manuel Muñoz Rivas
- Production : Eva Chillón et Giancarlo Nasi
- Société de production : Blond Indian Films, El viaje producciones, Kundschafter Filmproduktion, Pomme Hurlante Films et Quijote Films
- Pays :  Espagne,  Chili,  France et  Allemagne
- Genre : Drame
- Durée : 100 minutes
- Dates de sortie : 
  - Italie : 3 septembre 2019 (Mostra de Venise)

## Distribution
- Alfredo Castro : Pedro
- Lola Rubio : Aurora
- Lars Rudolph : le propriétaire
- Alejandro Goic : le contremaître
- Esther Vega Pérez Torres : Sara
- Ignacio Ceruti : John
- David Pantaleón : Arturo
- Santos Luis Terrazas Ayla : le guide de Selknam
- Hernando Calderon : le majordome

## Distinctions
Le film a reçu le prix FIPRESCI à la Mostra de Venise 2019 pour la section Orizzonti.